# 潘龙曲麻墓地
潘龙曲麻墓地，位于中国青海省化隆县群科镇群科村，为青海省市县级文物保护单位，公布日期为1986年12月8日，类型为古墓葬。
潘龙曲麻墓地的历史年代为青铜时代。